# Семь дней в мае
«Семь дней в мае» (англ. Seven Days in May; 1964) — второй кинофильм «параноидальной трилогии» Джона Франкенхаймера, начавшейся «Маньчжурским кандидатом» (1962) и закончившейся «Вторыми» (1966). Главные роли в очередном политическом триллере Франкенхаймера исполнили Кирк Дуглас, Фредрик Марч и Бёрт Ланкастер. Экранизация одноимённого романа Флетчера Нибела и Чарльза У. Бэйли.
По мнению самого режиссёра, «Семь дней в мае» — его лучший фильм в карьере. Две номинации на премию «Оскар»: за актёрскую работу Эдмонда О’Брайена (сенатор-алкоголик Кларк) и декорации. В 1994 году был поставлен телевизионный ремейк картины — «Внутренний враг».

## Сюжет
Разгар «холодной войны», май 1970 года. Дабы предотвратить старт ядерной войны, президент США Джордан Лаймен (Фредрик Марч) подписывает с Советским Союзом договор о ядерном разоружении. Ратификацию встречает публичное возмущение, в особенности среди оппозиции и военных, не доверяющих русским.
С увеличением протестов полковник морской пехоты Мартин Кейси (Кирк Дуглас), начальник аппарата комитета начальников штабов, проанализировав случайно попавшую к нему разнородную информацию, приходит к внезапному выводу: члены комитета, командующие видами вооружённых сил США, включая их руководителя, генерала ВВС Джеймса Скотта (Бёрт Ланкастер), собираются организовать государственный переворот с целью смещения Лаймена с должности президента и разрыва договора.
Полковнику удаётся найти способ донести свои выводы до президента, на что тот реагирует созданием специальной комиссии по расследованию возможного инцидента. Её состав непонятен для честного служаки Кейси — в ней нет видных деятелей администрации и Конгресса. Зато в эту группу входят люди, которым президент Лаймен может доверять полностью: руководитель Секретной службы Арт Корвин (Барт Бёрнс), министр финансов США Кристофер Тодд (Джордж Макреди), личный помощник президента Пол Джирард (Мартин Болсам) и старый друг и однополчанин президента сенатор от Джорджии Рэймонд Кларк (Эдмонд О’Брайен). Включён в эту группу и полковник Кейси.
Кейси получает задание навестить свою случайную знакомую Элеанор Холбрук (Ава Гарднер), бывшую любовницу Скотта, которая передаёт ему компрометирующие генерала частные письма, а Пол Джирард отправляется на Средиземное море к вице-адмиралу Барнсуэллу (Джон Хаусман) за письменными показаниями, доказывающими факт существования заговора. Джирард получает его, но по пути в Белый дом погибает в авиакатастрофе.
Лаймен, наконец, вызывает Скотта на диалог наедине в Овальный кабинет. Президент напрямую обвиняет генерала в организации заговора и требует, чтобы он и остальные начальники штабов добровольно подали в отставку, утаив её причины. Скотт отрицает свою вину, попутно заявляя, что президент — преступник и должен быть судим за подписание договора о ядерном разоружении. Сразу же после беседы с Лайменом Скотт объясняет ситуацию начальникам штабов и напоминает им, что у президента нет никаких доказательств.
На пресс-конференции Лаймен объявляет общественности об отставке всех начальников штабов. К президенту прибывает посол США в Испании, он привёз чудом уцелевшее среди обломков самолёта признание вице-адмирала Барнсуэлла — посол сумел понять важность содержания текста на обгоревших листках и необходимость их немедленной доставки в Вашингтон лично Лаймену. «Минуя все инстанции» — это обстоятельство сильно угнетает дисциплинированного дипломата. Копии передаются Скотту и остальным участникам заговора. Все они, кроме Скотта, по своей воле уходят в отставку. Скотт же сдаётся только под угрозой разоблачения его личной переписки — здесь и Лаймен вынужден во имя высоких целей пойти на достаточно грязный шантаж, хотя и спрашивает себя, чем он тогда отличается от Скотта…
Фильм завершается патриотической речью президента Лаймена о будущем страны.

### Альтернативная концовка
Согласно Кирку Дугласу, был снят запасной вариант финальной сцены, но Франкенхаймер предпочёл более мирный:
Генерал Скотт, коварный персонаж Бёрта Ланкастера, выезжает на своём спортивном автомобиле и погибает в автокатастрофе. Была ли это случайность или самоубийство? Из повреждённого в обломках радио слышна речь президента Джордана Лаймена о святости Конституции.
Роман Нибела-Бейли завершается подобным же образом — автомобильным самоубийством сенатора Прентиса, политического идеолога и фактического руководителя военного заговора.

## В ролях
- Кирк Дуглас — Мартин Джером («Джиггс») Кейси, полковник морской пехоты
- Фредрик Марч — Джордан Лаймен, президент США
- Бёрт Ланкастер — генерал Джеймс Мэттун Скотт, председатель Объединённого комитета начальников штабов
- Эдмонд О’Брайен — Рэймонд Кларк, старый друг и однополчанин президента, сенатор от штата Джорджия
- Ава Гарднер — Элеанор Холбрук
- Мартин Болсам — Пол Джирард, помощник президента
- Джордж Макреди — Кристофер Тодд, министр финансов США
- Джон Хаусман (дебютная роль) — вице-адмирал Фарли К. Барнсуэлл, командующий 6-м флотом США
- Ричард Андерсон — полковник Бен Мёрдок, командир подразделения ОсКоСС (Особый контроль систем связи)
- Эндрю Дагган — полковник Мэтт Хендерсон, старый друг и однополчанин полковника Кейси, заместитель полковника Мёрдока
- Хью Марлоу — Гарольд Макферсон, телекомментатор
- Уит Бисселл — Фредерик Прентис, сенатор от штата Калифорния
- Хелен Клиб — Эстер Таунсенд, личный секретарь президента

## Создание
Прочитав роман, Франкенхаймер понял, что это его тема. «Это должен был быть фильм, для наслаждения которым вы не должны разбираться в системе всей американской политики» — говорил он.
Рычаги производства картины запустил актёр Кирк Дуглас, исполнивший в ней главную роль полковника Кейси. Дуглас владел кинокомпанией Joel Productions, которая вложила половину стоимости за выкуп прав на экранизацию книги, а вторую половину добавил режиссёр Франкенхаймер. Затем был нанят сценарист Род Серлинг. «Мы получили почти тот сценарий, что хотели, у нас был Бёрт Ланкастер, Фредди Марч и Кирк, и затем мы отправились к прокатным компаниям с полным набором» — рассказывал постановщик.
Дуглас вначале рассматривался на роль генерала Скотта, но затем Франкенхаймер понял, что в таком случае играть полковника Кейси будет попросту некому. Фредерик Марч на роль президента Лаймена был утверждён безо всяких проб, так как режиссёр ещё до написания сценария видел его в этом образе. Практически никаких вопросов не было и с Эдмондом О’Брайеном, за исключением возрастной — Франкенхаймер не был уверен, что 50-летний актёр справится с ролью немолодого южного сенатора-алкоголика, но все сомнения отпали после проб с применением грима. Именно с Марчем Франкенхаймеру больше всего понравилось работать:
Ты должен иметь в запасе экстраординарного актёра, чтобы было с чего начинать. И Марч был восхитителен. Мы репетировали ленту за две недели до формального старта съёмок — когда он появился, он знал каждую строчку, он никогда не запинался на длинной речи, никогда.
На создание фильма ушло почти три месяца, из которых полтора заняли съёмки в павильонах и ещё почти месяц на выездах. Больше недели Франкенхаймер снимал в Вашингтоне и Аризоне, использовал множество локаций в Калифорнии.
Ещё не начав съёмки, Франкенхаймер знал, что фильм должен идти не более двух часов, так как вся история не должна длиться столь долго. Окончательный вариант фильма стоил на 25 тысяч долларов меньше, нежели выделенная бюджетная сумма.

## Анализ, наследие
Лента Франкенхаймера перекликается с другими политическими киноработами 1964 года — «Доктор Стрейнджлав» Кубрика и «Система безопасности» Люмета. Франкенхаймер считал «Семь дней в мае» своим лучшим проектом в карьере — возможно, потому, что ему удалось донести до зрителей послание политического характера сквозь призму саспенса.
«Семь дней в мае» вызвали одобрение со стороны советского руководства, кинопрессе страны было разрешено хвалить картину. Однако купить её для проката в СССР не решились, так как только что в результате похожего на показанный в фильме заговора руководящих должностей лишился Н. С. Хрущёв.
В 1971 году роман Нибела и Бэйли был впервые экранизирован в СССР (фильм «Заговор», реж. С.Аннапольская), затем по роману Нибела и Бэйли был поставлен советский фильм «Последний довод королей». В 1994 году на американские телеэкраны вышел ремейк картины канала HBO — «Внутренний враг». Президента Лаймена сыграл Сэм Уотерстон, генерала Скотта — Джейсон Робардс, а полковника Кейси было решено сделать чернокожим и отдать роль Форесту Уитакеру.

## Награды
- 1964 — премия «Давид ди Донателло» лучшему иностранному актёру года (Фредрик Марч).
- 1965 — премия «Бодиль» лучшему неевропейскому фильму года.
- 1965 — номинация на премию Гильдии сценаристов США за лучший драматический сценарий (Род Серлинг).
- 1965 — премия «Золотой глобус» лучшему актёру второго плана (Эдмонд О’Брайен) и ещё три номинации: лучшая режиссёрская работа (Джон Франкенхаймер), лучшая мужская роль в драме (Фредрик Марч), лучшая музыка (Джерри Голдсмит).
- 1965 — две номинации на премию «Оскар»: за лучшую мужскую роль второго плана (Эдмонд О’Брайен) и лучшие декорации.